# Rudolf Degermark
Rudolf Reinhold Degermark (Piteå, 19 juli 1886 - Stockholm, 21 mei 1960) was een Zweeds turner.
Degermark maakte deel uit van de Zweedse ploeg die tijdens de Olympische Zomerspelen 1908 de gouden medaille won in de landenwedstrijd meerkamp. 

## Olympische Zomerspelen
| Jaar | Plaats | Resultaten |
| ---- | ------ | ---------- |
| 1908 | Londen | team       |